# 이쿠타 조코
이쿠타 조코(生田長江, 1882년 (메이지 15년) 4월 21일 ~ 1936년 (쇼와 11년) 1월 11일)는 일본의 평론가, 번역가, 소설가, 극작가이다. 그러나 1936년에는 나병에 시달리다가 사망하였다. 그래서 일본에서 매우 유능한 소설가로도 유명하다.

## 전기
- 荒波力『知の巨人 評伝生田長江』白水社、2013年

## 같이 보기
- 히라쓰카 라이초
- 세이토샤(일본어판)
- 모리타 소헤이(일본어판)
- 사토 하루오